# Аклі (Вісконсин)
Аклі (англ. Ackley) — місто (англ. town) в США, в окрузі Ланґлейд штату Вісконсин. Населення — 467 осіб (2020).

## Демографія
Згідно з переписом 2010 року, у місті мешкали 524 особи в 211 домогосподарстві у складі 161 родини. Було 238 помешкань
Расовий склад населення:
| - 97,7 % — білих - 0,8 % — корінних американців |

До двох чи більше рас належало 0,8 %. Частка іспаномовних становила 1,3 % від усіх жителів.
За віковим діапазоном населення розподілялося таким чином: 21,8 % — особи молодші 18 років, 62,4 % — особи у віці 18—64 років, 15,8 % — особи у віці 65 років та старші. Медіана віку мешканця становила 43,3 року. На 100 осіб жіночої статі у місті припадало 113,9 чоловіків;  на 100 жінок у віці від 18 років та старших — 114,7 чоловіків також старших 18 років.
Середній дохід на одне домашнє господарство  становив 68 991 долар США (медіана — 52 500), а середній дохід на одну сім'ю — 79 791 долар (медіана — 54 167). Медіана доходів становила 42 159 доларів для чоловіків та 23 977 доларів для жінок. За межею бідності перебувало 10,0 % осіб, у тому числі 11,2 % дітей у віці до 18 років та 5,4 % осіб у віці 65 років та старших.
Цивільне працевлаштоване населення становило 289 осіб. Основні галузі зайнятості: виробництво — 20,4 %, освіта, охорона здоров'я та соціальна допомога — 16,3 %, мистецтво, розваги та відпочинок — 14,5 %, сільське господарство, лісництво, риболовля — 12,8 %.